# Кажыгумар Шабданулы
Кажыгумар Шабданулы (1924, а. Тансык Восточно-Казахстанская область — 15 февраля 2011, Чугучак, СУАР, КНР) — казахский писатель из КНР, диссидент.

## Биография
Происходит из подрода семиз рода каракерей племени найман.
В 1930-е гг. из-за голода в Казахстане его родители с детьми переехали из Казахстана в район Дорбильжин Синьцзяна (Китай). Возглавил «Казахско-киргизское общество» в Дорбильджине.
- Первое стихотворение «Сол үшін» было опубликовано в 1943 году в газете «Малшы». Одни из первых издателей казахского художественного журнала.
- Первый раз был приговорён к тюремному заключению в 1944 году во время учёбы в Урумчи по обвинению в причастности к восстанию национальных меньшинств.
- В 1952 году Кажыгумар Шабданулы стал главным редактором журнала «Одак», а позже возглавил журнал «Шұғыла» (в переводе с казахского «отражение, сияние»).[2]
- Автор повести «Бақыт жолында» («На пути к счастью») (1956).
- В 1958 году как «правый» и «националист» был осужден на 20 лет и отбывал наказание в лагере Тарым в пустыне Такламакан.
- Реабилитирован и освобожден в 1978. Роман «Өгейлер» был опубликован в журнале «Тарбағатай» (1985).
- Шеститомный роман «Қылмыс» («Преступление») об установлении Советской власти на казахской земле и национально-освободительном движении в Восточном Туркестане в 1930—40-х гг. Первый том вышел в 1982 году тиражом 15 000, второй том в 1985 году тиражом 20 000.[3]
- В 1986 году создал партию «Умит». Это привело к тому, что 30 декабря 1986 года Кажыгумар Шабданулы снова был арестован, в третий раз в своей жизни. Его обвинили в создании партии национального освобождения «Умит», связях с подпольными организациями Казахстана и шпионаже и приговорили к 15 годам заключения. Отбывал этот срок в тюрьме № 1 города Урумчи[4].

Правозащитная организация «Amnesty International» признала Кажыгумара Шабданулы узником совести и призвала китайские компетентные органы объективно провести следствие и открытый судебный процесс.
Провёл в китайской тюрьме почти 40 лет с небольшими перерывами. Кажыгумар хотел вернуться в Казахстан, но власти КНР не дали разрешение на репатриацию. Умер в Китае под домашним арестом.

## Семья
- Жена: Бакаш.
- Дети: Жайнар Кажыгумаркызы (дочь, проживает в Алматы)[5]